# Monoklina przedsudecka
Monoklina przedsudecka – jednostka geologiczna w południowo-zachodniej Polsce.

## Położenie geologiczne
Od południowego zachodu graniczy z blokiem dolnośląskim, a dokładniej z blokiem przedsudeckim i perykliną Żar linią uskoku środkowej Odry. Od północnego wschodu graniczy z synklinorium szczecińsko-łódzko-miechowskim. Na zachodzie kontynuuje się na obszarze Niemiec, a na południowym wschodzie umownie graniczy z monokliną śląsko-krakowską.

## Budowa geologiczna
Zbudowana jest ze skał permsko-mezozoicznych, leżących niezgodnie na sfałdowanym podłożu paleozoicznym. Utwory permsko-mezozoiczne zalegają generalnie pod kątem kilku stopni ku północy i północnemu wschodowi, stąd nazwa − monoklina.
Utwory permskie, to czerwono zabarwione piaskowce, zlepieńce i łupki czerwonego spągowca z wkładkami porfirów, melafirów i ich tufów. Osady dolnopermskie mają zmienną miąższość. Seria wulkanogeniczna osiąga miąższości do 500 m. Wyżej zalegają jasnoszare piaskowce tzw. "białego spągowca" oraz rytmiczne osady cechsztynu. Te ostatnie, to łupki miedzionośne, wapienie, dolomity, anhydryty, gipsy sole kamienne i potasowe oraz łupki ilaste. Osady te powtarzają się w czterech cyklotemach: Werra, Stasfurt, Leine i Aller. Utwory permu cienieją ku południowemu wschodowi.
Trias jest reprezentowany przez osady dolnego i środkowego pstrego piaskowca o miąższości ok. 500 m, wapienia muszlowego, kajpru o miąższości ok. 500 m oraz retyku o miąższości ok. 400 m). Również utwory triasu cienieją ku południowemu wschodowi, a niektóre poziomy wyklinowują się w rejonie Opola.
Osady jury występują w północno-wschodniej części monokliny.

## Skały podłoża
W kilku miejscach nawiercono skały podłoża monokliny − karbońskie, silnie zdiagenezowane, a nawet zmetamorfizowane piaskowce kwarcowe i kwarcyty.
To niższe piętro strukturalne zostało nazwane blokiem południowowielkopolskim.

## Nadkład
Utwory monokliny przykryte są niezgodnie zalegającymi osadami trzeciorzędu i czwartorzędu, które tworzą kolejne, młodsze piętro strukturalne.

## Położenie geograficzne
Geograficznie obejmuje północne części Niziny Śląskiej i Niziny Śląsko-Łużyckiej, Wał Trzebnicki, Obniżenie Milicko-Głogowskie, zachodnią część Niziny Południowowielkopolskiej, Pojezierze Leszczyńskie, Wzniesienia Zielonogórskie oraz południowe części Pojezierza Lubuskiego, zachodnie części i Pojezierza Wielkopolskiego.